# 渡辺千晴
渡辺 千晴（わたなべ ちはる、1991年12月26日 - ）は、日本の女性タレント。
千葉県出身。オフィスワタナベに所属していた。
小さいころから、子役として活躍中。CM、雑誌、ミュージカルにも出演経験がある。血液型A型。

## 主な出演作品
- 明治製菓『小つぶチョコ』（アポロ役）
- バンダイ『カラオケステーション』
- TBS 『ウルトラマンダイナ』
- TBS 『中居正広の金曜日のスマたちへ』波瀾万丈 片山さつき
- 0930（オクサマ）『がんばれ自分』バックダンサー
- 雑誌『小学六年生』準GP
- 雑誌『Hana*chu→』
- 雑誌『エルティーン』レギュラー
- ミュージカル『オズの魔法使い』
- ミュージカル『新オズの魔法使い』
- ミュージカル『王様と私』
- おジャ魔女どれみおジャ魔女Kids（妹尾あいこ役）